# Episodi di Bat Masterson (terza stagione)
La terza stagione della serie televisiva Bat Masterson è andata in onda negli Stati Uniti dal 29 settembre 1960 al 1º giugno 1961 sulla NBC.
| nº | Titolo originale                | Prima TV USA      |
| -- | ------------------------------- | ----------------- |
| 1  | Debt of Honor                   | 29 settembre 1960 |
| 2  | Law of the Land                 | 6 ottobre 1960    |
| 3  | Bat Trap                        | 13 ottobre 1960   |
| 4  | The Rage of Princess Anne       | 20 ottobre 1960   |
| 5  | The Hunter                      | 27 ottobre 1960   |
| 6  | Murder Can be Dangerous         | 3 novembre 1960   |
| 7  | High Card Loses                 | 10 novembre 1960  |
| 8  | Dakota Showdown                 | 17 novembre 1960  |
| 9  | Last of the Night Raiders       | 24 novembre 1960  |
| 10 | Last Stop to Austin             | 1º dicembre 1960  |
| 11 | A Time to Die                   | 15 dicembre 1960  |
| 12 | Death by Decree                 | 22 dicembre 1960  |
| 13 | The Lady Plays Her Hand         | 29 dicembre 1960  |
| 14 | Tempest at Tioga Pass           | 5 gennaio 1961    |
| 15 | The Court Martial of Major Mars | 12 gennaio 1961   |
| 16 | The Price of Paradise           | 19 gennaio 1961   |
| 17 | End of the Line                 | 26 gennaio 1961   |
| 18 | The Prescott Campaign           | 2 febbraio 1961   |
| 19 | Bullwhacker's Bounty            | 16 febbraio 1961  |
| 20 | A Lesson in Violence            | 23 febbraio 1961  |
| 21 | Run for Your Money              | 2 marzo 1961      |
| 22 | Terror on the Trinity           | 9 marzo 1961      |
| 23 | Episode in Eden                 | 16 marzo 1961     |
| 24 | The Good and the Bad            | 23 marzo 1961     |
| 25 | No Amnesty for Death            | 30 marzo 1961     |
| 26 | Ledger of Guilt                 | 6 aprile 1961     |
| 27 | Meeting at Mimbres              | 13 aprile 1961    |
| 28 | Valley of Death                 | 20 aprile 1961    |
| 29 | The Fourth Man                  | 27 aprile 1961    |
| 30 | Dead Man's Claim                | 4 maggio 1961     |
| 31 | The Marble Slab                 | 11 maggio 1961    |
| 32 | Farmer with a Badge             | 18 maggio 1961    |
| 33 | The Fatal Garment               | 25 maggio 1961    |
| 34 | Jeopardy at Jackson Hole        | 1º giugno 1961    |

## Debt of Honor
- Prima televisiva: 29 settembre 1960
- Diretto da: Norman Foster
- Scritto da: Barney Slater

### Trama
- Guest star: Hal Baylor (Eli Fisher), Page Slattery (Marc Branden), Paul Langton (Marshal), Don Haggerty (Gordon Hall), Jack Lester (Eddy), Edgar Buchanan (Cactus Charlie)

## Law of the Land
- Prima televisiva: 6 ottobre 1960
- Diretto da: Herman Hoffman
- Scritto da: Andy White

### Trama
- Guest star: Ray Teal (H.G. Cogswell), Allen Jaffe (Wolff), Leo Gordon (Red Eric Peterson), Howard Petrie (Hugh Blaine), Buff Brady (guardia), Barbara Lawrence (Melanie Haywood)

## Bat Trap
- Prima televisiva: 13 ottobre 1960
- Diretto da: Allen H. Miner
- Scritto da: John Tucker Battle

### Trama
- Guest star: Dick Ryan (Burt Mason), Robin Riley (Eddie), Maggie Pierce (Amber Mason), Frank Ferguson (Dick Pierce), Jack Ging (Billy Webb), Lon Chaney, Jr. (Rance Fletcher)

## The Rage of Princess Anne
- Prima televisiva: 20 ottobre 1960
- Diretto da: Eddie Davis
- Scritto da: Ellis Kadison

### Trama
- Guest star: Paul Lambert (Augustus Ulbrecht), Marx Hartman, Bill Hickman, Gene Roth (minatore), Ron Hayes (Jeremy French), Elaine Stewart (Ann Eaton)

## The Hunter
- Prima televisiva: 27 ottobre 1960
- Diretto da: Eddie Davis
- Scritto da: Joseph Stone, Paul King

### Trama
- Guest star: Brett King (Johnny Hillman), Gerald Milton (Middlesworth), Sue Randall (Elizabeth), Mickey Simpson (Donovan), Allan Ray (giocatore di poker), John Vivyan (Sir Edward Marion)

## Murder Can be Dangerous
- Prima televisiva: 3 novembre 1960
- Diretto da: Herman Hoffman
- Scritto da: Mikhail Rykoff

### Trama
- Guest star: Phil Dean (scagnozzo), Michael T. Mikler (scagnozzo), Tip McClure (Shad), Ken Drake (Secret), Allison Hayes (Ellie Winters), Art Tenen (scagnozzo), Kathleen Crowley (Mari Brewster)

## High Card Loses
- Prima televisiva: 10 novembre 1960
- Diretto da: Alan Crosland, Jr.
- Scritto da: Gene Levitt

### Trama
- Guest star: Marshall Reed (Romer), Francis McDonald (Winkler), Paul Fierro (Jose Tomas Reilly), Jean Blake (Mildred Vaughn), Ray Ballard (impiegato), Leatrice Leigh (Anna Calder), Donald Douglas (direttore della banca), Joan O'Brien (Eileen McDermott)

## Dakota Showdown
- Prima televisiva: 17 novembre 1960
- Diretto da: Earl Bellamy
- Scritto da: Don Brinkley

### Trama
- Guest star: Tom Gilson (Jocko Dakota), Quintin Sondergaard (Jeb Dakota), Kasey Rogers (Francie Wallace), James Seay (Harry Cassidy), Les Hellman (Gus Dakota), James Best (Danny)

## Last of the Night Raiders
- Prima televisiva: 24 novembre 1960
- Diretto da: Jerry Hopper
- Scritto da: Richard Collins

### Trama
- Guest star: Steve Mitchell (Tulsa Jack), William Vaughn (Arkansas Tom), Don Kelly (Jim Doolin), Eugène Martin (Jimmy), Harry Clexx (stalliere), Paula Raymond (Angie Pierce)

## Last Stop to Austin
- Prima televisiva: 1º dicembre 1960
- Diretto da: Eddie Davis
- Scritto da: Teddi Sherman

### Trama
- Guest star: Troy Melton, Charles Reade (Teller), Susan Cummings (Rona Glyn), Robert Karnes (Marshal), Charles Fredericks (sceriffo Ankers), Jan Merlin (Kid Jimmy Fresh)

## A Time to Die
- Prima televisiva: 15 dicembre 1960
- Diretto da: Lew Landers
- Scritto da: Frank Grenville

### Trama
- Guest star: Art Stewart (vecchio), Leslie Parrish (Lisa Anders), William Tannen (sceriffo Geary), Jackie Searl (O'Brien), Robert Strauss (Howard C. Smith)

## Death by Decree
- Prima televisiva: 22 dicembre 1960
- Diretto da: Hollingsworth Morse
- Scritto da: Don Brinkley

### Trama
- Guest star: Leon Alton, Allen Jaffe (Bolo), Robert F. Simon (Harrison Whitney), June Blair (Constance Whitney), Raymond Bailey (Justice Bradshaw), Wayne C. Treadway (direttore della banca), Paul Richards (Marshal Corbett)

## The Lady Plays Her Hand
- Prima televisiva: 29 dicembre 1960
- Diretto da: Norman Foster
- Scritto da: Guy De Vry

### Trama
- Guest star: Judith Rawlins (Elsie), Dave Cameron (Danny Smith), William Schallert (George Winston), Robert Lynn (Zach), Johnny Seven (Burt Comers), Tom London (Pop), Wanda Hendrix (Daphne Kaye)

## Tempest at Tioga Pass
- Prima televisiva: 5 gennaio 1961
- Diretto da: Eddie Davis
- Scritto da: Andy White

### Trama
- Guest star: Jack Reitzen (Motto), Bill Walker (conducente della diligenza), Hank Patterson (Soda Smith), John Burns (Hunch), George MacReady (Clyde Richards)

## The Court Martial of Major Mars
- Prima televisiva: 12 gennaio 1961
- Diretto da: Elliott Lewis
- Scritto da: Paul King, Joseph Stone

### Trama
- Guest star: Dick Wilson (Tobias Tinker), Stephen Ellsworth (Amos Rapp), Barry Russo (Magnus), Glen Gordon (Jake Sims), Peggy Knudsen (Lottie Tremaine), Sarita Vara (Kiola), John Anderson (maggiore Liam Mars)

## The Price of Paradise
- Prima televisiva: 19 gennaio 1961
- Diretto da: Lew Landers
- Scritto da: John McGreevey

### Trama
- Guest star: Kenneth R. MacDonald (Sam Jansen), John Dennis, Jack Mann, A. G. Vitanza, Lance Fuller (Walker Hayes), Dyan Cannon (Diane Jansen), Richard Arlen (sceriffo Dan Rainey)

## End of the Line
- Prima televisiva: 26 gennaio 1961
- Diretto da: Eddie Davis
- Scritto da: Lee Karson

### Trama
- Guest star: Paul Lukather (tenente), Thom Carney (capitano Scott), Denver Pyle (Walsh), Liam Sullivan (Dick Jeffers)

## The Prescott Campaign
- Prima televisiva: 2 febbraio 1961
- Diretto da: Elliott Lewis
- Scritto da: Ellis Kadison

### Trama
- Guest star: Valerie Allen (Catherine Guild), Emory Parnell (Ira Ponder), Philip Ober (Sid Guild), George Sawaya (Harry Sutton), Joseph Crehan (Thomas Bolland), John Dehner (Marshal Ben Holt)

## Bullwhacker's Bounty
- Prima televisiva: 16 febbraio 1961
- Diretto da: Eddie Davis
- Scritto da: Don Brinkley

### Trama
- Guest star: Rayford Barnes (Ed Twister), Jan Shepard (Jody Reese), Will Wright (Billy Willow), Jack Lambert (Wancho Tully)

## A Lesson in Violence
- Prima televisiva: 23 febbraio 1961
- Diretto da: Franklin Adreon
- Scritto da: Frank Grenville

### Trama
- Guest star: Larry Darr (Page Grant), Jerry Catron (John Grant), Allen Jaffe (Cross), Richard Eastham (Orin Dills), Virginia Gregg (Nora Grant)

## Run for Your Money
- Prima televisiva: 2 marzo 1961
- Diretto da: Eddie Davis
- Scritto da: John McGreevey

### Trama
- Guest star: Carlyle Mitchell (Theo Stebbins), Robert Swan (Charlie Bassett), Gerald Mohr (Crimp Ward), Jan Harrison (Lori Adams), Harry Woods (dottor Fleming), Dennis Moore (Hacker), Ray Hamilton (Terry Bowen)

## Terror on the Trinity
- Prima televisiva: 9 marzo 1961
- Diretto da: Elliott Lewis
- Scritto da: Andy White

### Trama
- Guest star: Wally Campo (Mickey), Billy Wells (Bob Bradbury), Lisa Lu (Hsieh Lin), Mickey Morton (Bearded Man), William Conrad (Dick McIntyre)

## Episode in Eden
- Prima televisiva: 16 marzo 1961
- Diretto da: Eddie Davis

### Trama
- Guest star: Dan White (sceriffo Sloane), Ken Drake (Ron Daigle), Bob Rice (Sam Shanks), Bek Nelson (Martha Yale)

## The Good and the Bad
- Prima televisiva: 23 marzo 1961

### Trama
- Guest star: Robert Ivers (Charley Boy), Anna Navarro (Teresa Martinez), Jeanette Nolan (Sorella Mary Paul), Grace Lee Whitney (Louise Talbot)

## No Amnesty for Death
- Prima televisiva: 30 marzo 1961

### Trama
- Guest star: DeForest Kelley (Brock Martin), Betty Barry (Mrs. Kendall), R. G. Armstrong (Marshal MacWilliams), Robert Blake (Billy MacWilliams)

## Ledger of Guilt
- Prima televisiva: 6 aprile 1961

### Trama
- Guest star: Barry Kelley (Frank Williams), Trudy Ellison (Honey Evans), Jack Hogan (Johnny Quinn), Don Wilbanks (Leith Windsor), Jean Allison (Lorna)

## Meeting at Mimbres
- Prima televisiva: 13 aprile 1961

### Trama
- Guest star: Warren Oates (Cat Crail), John Burns (Jess Crail), Harry Shannon (Jobe Crail), Don Kelly (Tom Smith)

## Valley of Death
- Prima televisiva: 20 aprile 1961

### Trama
- Guest star: William Tannen (Doc), Byron Morrow (Amos Judd), Ken Mayer (maggiore Whitsett), Marya Stevens (Nione), Tom Greenway (Ben Pick), George Eldredge (colonnello Downey)

## The Fourth Man
- Prima televisiva: 27 aprile 1961

### Trama
- Guest star: Mickey Finn (Hunk Bass), Kevin Hagen (Ace Williams), Dehl Berti (Grant Barth), Audrey Dalton (Cally Armitage), George Kennedy (Zeke Armitage)

## Dead Man's Claim
- Prima televisiva: 4 maggio 1961

### Trama
- Guest star: Tyler McVey (Vernon Ellwood), John Close (Jenkins), Craig Duncan (Clay Adams), Chuck Webster (Judd Wilkins), Stefanie Powers (Ann Elkins), Charles Maxwell (Harvey Mason)

## The Marble Slab
- Prima televisiva: 11 maggio 1961

### Trama
- Guest star: Rick Vallin (Jenks), Paul Sorenson (Macy), Marvin Miller (John Kelso), Robert Bice (Bledsoe), Joe Yrigoyen (conducente della diligenza), Erin O'Brien (Marie)

## Farmer with a Badge
- Prima televisiva: 18 maggio 1961

### Trama
- Guest star: Jackie Loughery (Martha Phelps), Dehl Berti (Lanky), Gregory Walcott (Lou), King Calder (Dinny Cave), Joe Brown (Harkness), Ken Drake (Scratchy), John Agar (Sam Phelps)

## The Fatal Garment
- Prima televisiva: 25 maggio 1961

### Trama
- Guest star: Les Hellman (fuorilegge), Lisa Gaye (Elena), Ed Nelson (Browder), Ron Hayes (Wyatt Earp)

## Jeopardy at Jackson Hole
- Prima televisiva: 1º giugno 1961

### Trama
- Guest star: Ron Foster (sceriffo Simpson), Larry Pennell (Cal Beamus), Harry Fleer (Harvey Field), Paul Dubov (Tom Fulton), Joan Tabor (Kate), Nick Paul (Al Stowe)